# Toux
 Mise en garde médicale
La toux est un acte réflexe déclenché par l'irritation de zones réflexogènes et tussigènes, destiné à protéger les voies aériennes, en évacuant des corps obstruant ces voies et les sécrétions bronchiques. C'est une expiration brusque et bruyante précédée et suivie d'une inspiration forcée, elle peut être accompagnée d'un son dit glottique.
L'expulsion violente d'air des poumons qui en résulte, peut s'effectuer jusqu'à une vitesse de 250 m/s, soit une vitesse proche de celle du son.
Les toux peuvent être classifiées par rapport à plusieurs critères :
- la durée :
  - toux aiguë dont la durée est inférieure à 3 semaines ;
  - toux  chronique dont la durée est supérieure à 3 à 8 semaines, le seuil de 3 semaines sans améliorations est habituellement retenu [2] ;
- la production : 
  - toux productive ou encombrée, populairement connue aussi comme « toux grasse », avec production abondante de glaires et mucosités et encombrement des voies respiratoires, nécessitant parfois l'action d'un kinésithérapeute dans l'aide à l'expectoration de cette production ;
  - toux non-productive souvent d'irritation, populairement connue aussi comme « toux sèche », principalement réflexe (dans certains cas particuliers, nerveuse) et n'évacuant pas de matériaux épais ni abondants ;
- la cause :
  - les toux d'évacuation sont généralement provoquées par la présence d'un corps obstruant les voies respiratoires (ex : eau lors de la noyade) ;
  - les toux d'irritation sont généralement provoquées par un facteur irritant, qu'il soit extrinsèque (ex : fumées) ou intrinsèque (ex : réaction inflammatoire humorale).

Les étiologies associées à chacune de ces catégories sont très différentes. La toux est un motif fréquent de consultation chez le généraliste et chez le pneumologue (10 % à 30 % des consultations 
).

## Mécanisme
La toux consiste à bloquer la circulation de l'air dans les voies aériennes par fermeture musculaire de la glotte après une inspiration forcée, puis à augmenter la pression intra-thoracique par contraction des muscles respiratoires. Cela entraîne une augmentation de la pression de l'air piégé dans les voies aériennes. Un relâchement rapide de la glotte permet une expulsion de l'air à haute vitesse du fait du différentiel de pression avec l'extérieur, entraînant avec lui les éléments présents dans les voies respiratoires (centrales et périphériques).

« La toux débute par une inspiration profonde, rapide, dont le volume, supérieur au volume courant, est très variable. Cette phase inspiratoire est suivie d’une phase de compression gazeuse, d’une durée moyenne de 0,2 sec, liée à la contraction des muscles expiratoires, essentiellement abdominaux, et d’une fermeture pratiquement simultanée de la glotte. Durant cette véritable période de contraction isométrique des muscles, les pressions pleurales et alvéolaires atteignent des valeurs instantanées considérables pouvant aller jusqu’à 300 cm d'eau. Une contraction brève du diaphragme précède l’ouverture rapide et active de la glotte et donc l’expulsion d’air à une vitesse initiale de 6 à 12l.sec-1, la vitesse de l’air expiré atteint alors 250 m.sec-1, soit proche de la vitesse du son. Ce pic de vitesse dure environ 0,3 à 0,5 sec et est suivi par un plateau lié au collapsus des voies aériennes secondaire au mécanisme de compression dynamique extrinsèque. »

## Physiologie
La toux est un acte réflexe, c'est-à-dire qu'il s'agit d'une réponse automatisée et non stéréotypée de l'organisme, déclenchée par l'activation d'un circuit neuronal, ayant pour conséquence une désorganisation de la ventilation. Ce circuit est constitué d'un ou plusieurs neurones afférents en relation avec des récepteurs réflexogènes, des neurones situés dans le tronc cérébral qui forment le centre de la toux, et enfin des neurones efférents commandant les muscles respiratoires dont le diaphragme et les muscles laryngés.

## Toux chronique
Une toux est dite chronique, si après plusieurs semaines elle ne disparaît pas spontanément. C'est alors un signe d'alerte pour le médecin. Même si aucune cause n'est retrouvée, elle peut être invalidante ou nuire à la qualité de vie :
- les toux iatrogènes peuvent être induites par certains médicaments (par exemple des antihypertenseurs de la catégorie inhibiteur de l'enzyme de conversion de l'angiotensine ou IECA)[4].
- la broncho-pneumopathie chronique obstructive (BPCO) caractérisée par une toux matinale avec expectorations est fréquente (5 % des toux chroniques) et évolue vers une toux irréversible[4] ;
- l'asthme et certains états allergiques peuvent se traduire par une toux chronique[4] ;
- un reflux gastro-œsophagien (RGO) se révèle parfois par une toux tenace, sans autre symptôme[4] ;
- des toux post-infectieuses sont possibles[4].
- la toux peut être un symptôme du syndrome d'activation mastocytaire[6].

80 % des toux chroniques ont une cause identifiée par le malade ou le médecin… et amélioré par un traitement adapté dans 75 % des cas. Les 20 % restants sont associés à un « syndrome d’hyper-réactivité sensorielle des voies aériennes », ces dernières réagissant pour un stimulus habituellement sans conséquence.

## Hygiène
Les gouttelettes de salive projetées (gouttelettes de Plüge) font de la toux et de l'éternuement des facteurs de contagion. On protège son entourage des germes pathogènes en toussant contre son bras et non dans sa main, qui est un important vecteur de contamination.

## Épidémiologie
La toux concerne environ 20 % de la population générale, elle représente 20 % des consultations en pneumologie et 5 % des nouvelles consultations en médecine générale.
La prévalence de la toux chronique est comprise en 8 et 10 % de la population adulte, avec une prédominance féminine.